# جان بولاندز
جان بولاندز (انگلیسی: John Bollands؛ زادهٔ ۱۱ ژوئیهٔ ۱۹۳۵) بازیکن فوتبال اهل بریتانیا است.
از باشگاه‌هایی که در آن بازی کرده‌است می‌توان به باشگاه فوتبال اولدهام اتلتیک اشاره کرد.